# Kuzmenkoite-Mn
La kuzmenkoite-Mn è un minerale appartenente al gruppo omonimo.

## Etimologia
Il nome è in onore del geochimico e mineralogista russo Marii Vasilievne Kuzmenko (1918-1995), specialista nello studio dei minerali delle terre rare.